# Aristobul de Cassandrea
Aristobul de Cassandrea (llatí: Aristobūlus, en grec antic: Ἀριστόβουλος, «Aristóboulos») va ser fill d'Aristobul, un dels companys d'Alexandre el Gran a l'expedició a Pèrsia.
Va escriure una història d'Alexandre que era una de les principals fonts d'Arrià. Va viure noranta anys i va escriure la història a partir dels vuitanta-quatre anys. La seva obra s'ha perdut però l'esmenta Ateneu. Una altra obra històrica sobre Itàlia esmentada per Plutarc i atribuïda a un Aristobul també podria ser seva.